# Das Meer kommt
Das Meer kommt (Originaltitel: 海は見ていた Umi wa miteita) ist ein japanischer Film aus dem Jahre 2002. Regie führte Kei Kumai. Das Drehbuch schrieb Akira Kurosawa, die Romanvorlage lieferte Shūgorō Yamamoto.

## Handlung
Im Japan des 19. Jahrhunderts ist der Samurai Fusanosuke in Edo Kunde eines Bordells. Die Geisha Oshin verliebt sich in den Kunden, doch ist es ihr nicht möglich aufgrund der Standesunterschiede eine Beziehung mit ihm einzugehen, denn Oshin gelingt es nicht eine ehrbare Frau zu werden. Als allerdings eine Sturmflut kommt, kann sie die Liebe zu einem Kunden auskosten.